# أسرة بلقيه
أسرة بلقية هي العائلة المالكة الحاكمة في بروناي دار السلام. وهي تتألف من المتحدرين من سلالة الشريف علي سلطان بروناي وعائلته. وسلطان بروناي هو رئيس الدولة والملك المطلق لبروناي. وهو أيضا رئيس الحكومة بصفته رئيسا للوزراء.
يتصل نسبهم بالشريف علي بن محمد بن بركات حسب رواية الأسرة المالكة ببروناي واللذي تزوج بابنة السلطان أحمد في القرن الخامس عشر للميلاد ومن ثم آل إليه الملك.
منذ الاستقلال عن بريطانيا في عام 1984، سلطان واحد فقط تولى سدة الحكم، على الرغم من أن المؤسسة الملكية تعود إلى القرن ال14. ويمكن اعتبار سلطان بروناي لقب مرادفا لعائلة بلقيه الحاكمة. انقطعت هذه السلالة مؤقتا من قبل السلطان عبد الحق المبين السلطان ال14 الذي تم خلعه من قبل عضو مجلس النواب من بيت بلقيه. أصبحت السلالة تعرف باسم «بيت بلقيه» بعد حكم السلطان الخامس لبروناي السلطان بلقيه.

## أعضاء العائلة المالكة في بروناي
تتكون نواة العائلة المالكة في بروناي من الأسرة المباشرة للسلطان الحالي السلطان حسن البلقية:
- السلطان حسن البلقية سلطان بروناي والملكة صالحة
  - الأميرة رشيدة سعدات البلقية وزوجها بنغيران أنق عبد الرحيم
  - الأميرة موتا وقيلة حيات البلقية
  - ولي العهد الأمير المهتدي بالله البلقية وزوجته ولية العهد الأميرة سارة
    - الأمير عبد المنتهيم البلقية
    - الأميرة منيرة مذهول البلقية
    - الأمير محمد أيمن البلقية
    - الأميرة فاطمة الزهراء رائحة البلقية

  - الأميرة مجيدة نور البلقية
  - الأميرة حفيظة سرور البلقية وزوجها بنغيران عنق محمد روزيني
  - الأمير عبد المالك البلقية وزوجته رابعة العدوية
  - الأميرة عزيمة نعمة البلقية وزوجها الأمير بهار
  - الأميرة فضيلة لباب البلقية وزوجها عبدالله الهاشمي
  - الأمير عبد المتين البلقية وزوجته أنيسة رُسنة
  - الأمير عبد الواقف البلقية
  - الأميرة أميرة وردة البلقية

يقتصر أداء المهام الرسمية الحكومية بدوام كامل على السلطان حسن البلقية ونجليه؛ ولي العهد الأمير المهتدي بالله والأمير عبد المتين، ويتركز عملهم في المقام الأول في مكتب رئيس الوزراء والقوات المسلحة الملكية لبروناي. أما شقيقة السلطان، الأميرة مسنة البلقية، فهي تشغل منصب السفيرة المتجولة لبروناي لدى الأمم المتحدة، وتُعد العضو الوحيد من الأسرة المالكة الموسعة الذي يشارك رسميًا في المهام الملكية.
لا يشارك بقية أفراد العائلة المالكة من أصحاب الألقاب الملكية في المهام الرسمية، ويُصنّفون ضمن أفراد الأسرة الملكية من الدرجة الثانية، وهم:
- الأمير محمد البلقية
- الأمير صفري البلقية
- الأمير جفري البلقية
- الأميرة نورعين البلقية
- الأميرة أمي كلثوم الإسلام البلقية
- الأميرة أمل رقية البلقية
- الأميرة أمل نصيبة البلقية
- الأميرة أمل جفرية البلقية